# Rákoš (powiat Revúca)
Rákoš – wieś (obec) na Słowacji położona w kraju bańskobystrzyckim, w powiecie Revúca. Pierwsze wzmianki o miejscowości pochodzą z roku 1318.
Według danych z dnia 31 grudnia 2012, wieś zamieszkiwały 424 osoby, w tym 193 kobiety i 231 mężczyzn.
W 2001 roku rozkład populacji względem narodowości i przynależności etnicznej wyglądał następująco:
- Słowacy – 90,57%
- Romowie – 4,96%
- Ukraińcy – 0,25%
- Węgrzy – 0,99%

Ze względu na wyznawaną religię struktura mieszkańców kształtowała się w 2001 roku następująco:
- Katolicy rzymscy – 28,78%
- Grekokatolicy – 1,24%
- Ewangelicy – 32,51%
- Ateiści – 29,28%
- Nie podano – 4,71%